# Білоскурський Руслан Романович
Руслáн Ромáнович Білоскýрський (нар. 9 червня 1978 року в місті Коломия Івано-Франківської області) – український науковець, доктор економічних наук, професор кафедри економіко-математичного моделювання, ректор Чернівецького національного університету імені Юрія Федьковича з 10 липня 2024 року.

## Життєпис
У 2000 році здобув першу вищу освіту (спеціальність  «Інформатика»  математичного факультету Чернівецького державного університету імені Юрія Федьковича), у 2003 році здобув другу вищу освіту (спеціальність «Менеджмент організацій» економічного факультету Чернівецького національного університету імені Юрія Федьковича). 
З 2000 року працює на економічному факультеті Чернівецького національного університету імені Юрія Федьковича: лаборантом лабораторії комп’ютерних класів (2000 р.), завідувачем лабораторії комп’ютерних класів (2000 – 2002 рр.), асистентом кафедри економіко-математичного моделювання (2002 – 2006 рр.), доцентом кафедри економіко-математичного моделювання (2006 – 2015 рр.), деканом (2015 – 2024 рр.). 
У 2020 році обраний депутатом Чернівецької міської ради VIII скликання. Голова постійної комісії з питань економіки, підприємництва, інвестицій та туризму. 
15 травня 2024 року відбулися вибори ректора Чернівецького національного університету імені Юрія Федьковича, за результатами яких перемогу здобув Руслан Білоскурський.
Одружений з 2001 року. Батько двох дітей. Хобі – карате (майстер спорту України міжнародного класу, 3 дан, тренер вищої категорії Української федерації карате).

## Ініціативи та здобутки
Співзасновник Шумпетерівської школи інновацій (2021 р.).
Координатор міжнародного проєкту «Перепідготовка та соціальна адаптація військовослужбовців і членів їхніх сімей в Україні» у Чернівецькому національному університеті імені Юрія Федьковича за фінансування Міністерства закордонних справ Королівства Норвегія (2015 – 2022 рр).
Координатор міжнародного проєкту ILCA «Інноваційні лабораторії для кліматичних дій» у Чернівецькому національному університеті імені Юрія Федьковича за фінансування Європейського Союзу (2022 – 2024 рр.).
Володіє англійською мовою.